# دیناژپور-۲
دیناژپور-۲ (به لاتین: Dinajpur-2) یک منطقهٔ مسکونی در بنگلادش است که در ناحیه دیناج‌پور واقع شده‌است.